# Museo de Arte Precolombino (Perú)
El Museo de Arte Precolombino, MAP Cusco es un museo de arte, situado en la ciudad del Cusco, Perú. nació como una iniciativa de la Fundación BBVA Perú. Las piezas que se exhiben en este museo forman parte de la colección del Museo Larco de Lima.
Está principalmente dedicado al arte precolombino y cuenta con 10 salas de exposición: la Formativa, Nazca, Mochica, Huari, Chancay- Chimú, Inka, Madera, joyería en Concha y Hueso, Plata y de Oro. La colección del museo está formada por utensilios y joyas de las culturas Nazca, Mochica, Huari, Chimú, Chancay e Inka.